# Kōno Taeko

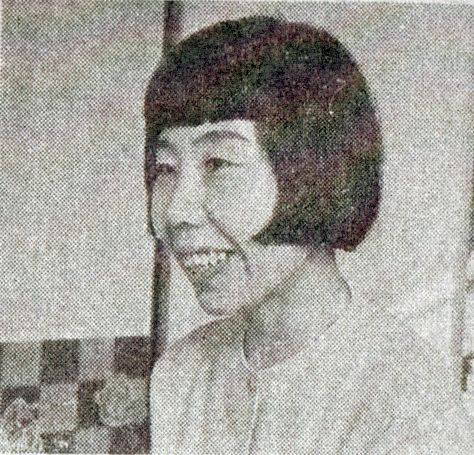
Kōno Taeko, 1965

Kōno Taeko (japanisch 河野多惠子; * 30. April 1926 in der Präfektur Osaka; † 29. Januar 2015 in Tokio) war eine japanische Schriftstellerin.

## Leben
Kōno wurde 1926 als viertes von fünf Kindern geboren. Sie war in ihrer Jugend oft kränklich und entwickelte zu dieser Zeit ein Interesse an den Werken von Izumi Kyōka und Tanizaki Jun’ichirō.
Sie studierte nach Kriegsende Wirtschaftswissenschaften und war bis zum Ausbruch einer Tuberkulose im Jahre 1957 berufstätig. Ab 1960 veröffentlichte sie erste Erzählungen; der erste größere Erfolg war Knabenjagd im Jahr 1962. Kōno erhielt mehrere literarische Auszeichnungen, so den Tanizaki-Jun’ichirō-Preis, den Akutagawa-Preis, den Noma-Literaturpreis und den Yomiuri-Literaturpreis.
Kōno lebte zu Beginn der 2000er Jahre in Tokio. 2002 wurde sie zur Person mit besonderen kulturellen Verdiensten ernannt, 2014 wurde sie mit dem Kulturorden ausgezeichnet.

## Interpretation
Ihre genauen Beschreibungen von Situationen und psychischen Reaktionen lassen hinter dem Alltäglichen ohne Aufhebens das Bedrohliche aufscheinen. Die oftmals verstörenden Einblicke in das Grauen oder persönliche Höllen können dabei von Erinnerungen an traumatische Kriegserlebnisse herrühren oder sadomasochistische Phantasien oder Verstörungen aus zwischengeschlechtlichen Beziehungen sein. Die Protagonisten in Kōnos Erzählungen sind häufig Frauen und Kinder.

## Werke
- Yōjigari (幼児狩り; 1962)
  - Knabenjagd. Erzählungen. Hijiya-Kirschnereit (Übs.), Insel Verlag, Frankfurt am Main 1988, ISBN 3-458-14360-2
- Kani (蟹) – Akutagawa-Preis 1963
- Hone no niku
- Fui no koe (不意の声; 1968) – Yomiuri-Literaturpreis 1968
  - Fleischknochen. Galrev Verlag, Berlin 1985, ISBN 3-925-23001-7
- Saigo no toki (最後の時) – Frauenliteraturpreis 1966
- Kaitentobira (回転扉, „Drehtür“; 1970)
- Ichinen no bokka (一年の牧歌, „Idylle eines Jahres“; 1980) – Tanizaki-Jun’ichirō-Preis 1980
- Miira tori ryōkitan (みいら採り猟奇譚; 1990) – Noma-Literaturpreis 1991
  - Riskante Begierden. Roman. Sabine Mangold und Hayasaki Yukari (Übs.). Japanische Bibliothek im Insel Verlag, Frankfurt am Main 1993, ISBN 3-458-16554-1
- Gojitsu no hanashi (後日の話; 1999) – Mainichi-Kunstpreis 2000
- Han shoyūsha (半所有者; 2001) – Kawabata-Yasunari-Literaturpreis 2002